# Mihajlovac (gmina Negotin)
Mihajlovac (cyr. Михајловац) – wieś w Serbii, w okręgu borskim, w gminie Negotin. W 2011 roku liczyła 526 mieszkańców.